# Lunel-Viel
Lunel-Viel – miejscowość i gmina we Francji, w regionie Oksytania, w departamencie Hérault.
Według danych na rok 1990 gminę zamieszkiwało 2301 osób, a gęstość zaludnienia wynosiła 192 osoby/km² (wśród 1545 gmin Langwedocji-Roussillon Lunel-Viel plasuje się na 163. miejscu pod względem liczby ludności, natomiast pod względem powierzchni na miejscu 650.).